# Černá skála (přírodní památka, okres Žďár nad Sázavou)
Černá skála je přírodní památka v katastrálním území Sněžné na Moravě v okrese Žďár nad Sázavou v kraji Vysočina. Chráněné území je v péči AOPK ČR – regionálního pracoviště Správa CHKO Žďárské vrchy.

## Předmět ochrany
Důvodem ochrany je rulové skalisko, z hlediska geomorfologického se jedná o typický mrazový srub, vzniklý mrazovým zvětráváním. Předmětem ochrany je též vegetace na místních silikátových skalách a přilehlé lesní porosty.

## Dostupnost
V okolí se nacházejí další podobné skalní tvary, chráněné jako přírodní památky – například Malinská skála, Lisovská skála nebo Bílá skála. Nejvyšší vrchol Žďarských vrchů Devět skal je od Černé skály vzdálen vzdušnou čarou přibližně dva kilometry směrem na západ. Na rozdíl od jmenovaných přírodních památek však k Černé skále nevede žádná turisticky značená cesta. V okolních lesích se nachází několik pramenů a studánek, nejbližší je udržovaná a zastřešená studánka U Ruské boudy v nadmořské výšce 717 metrů východně od skály.

## Galerie

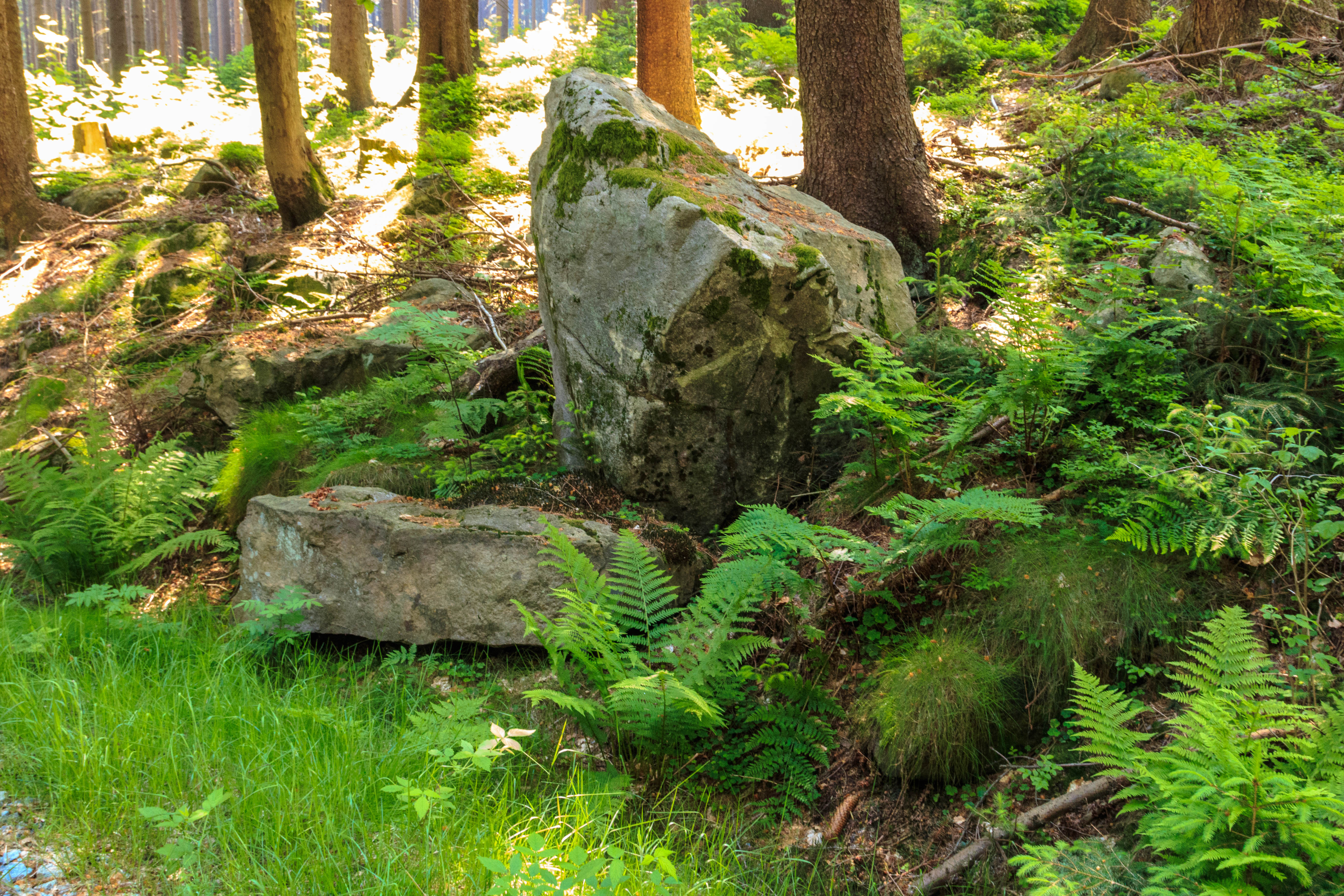
PP Černá skála (Žďárské vrchy)
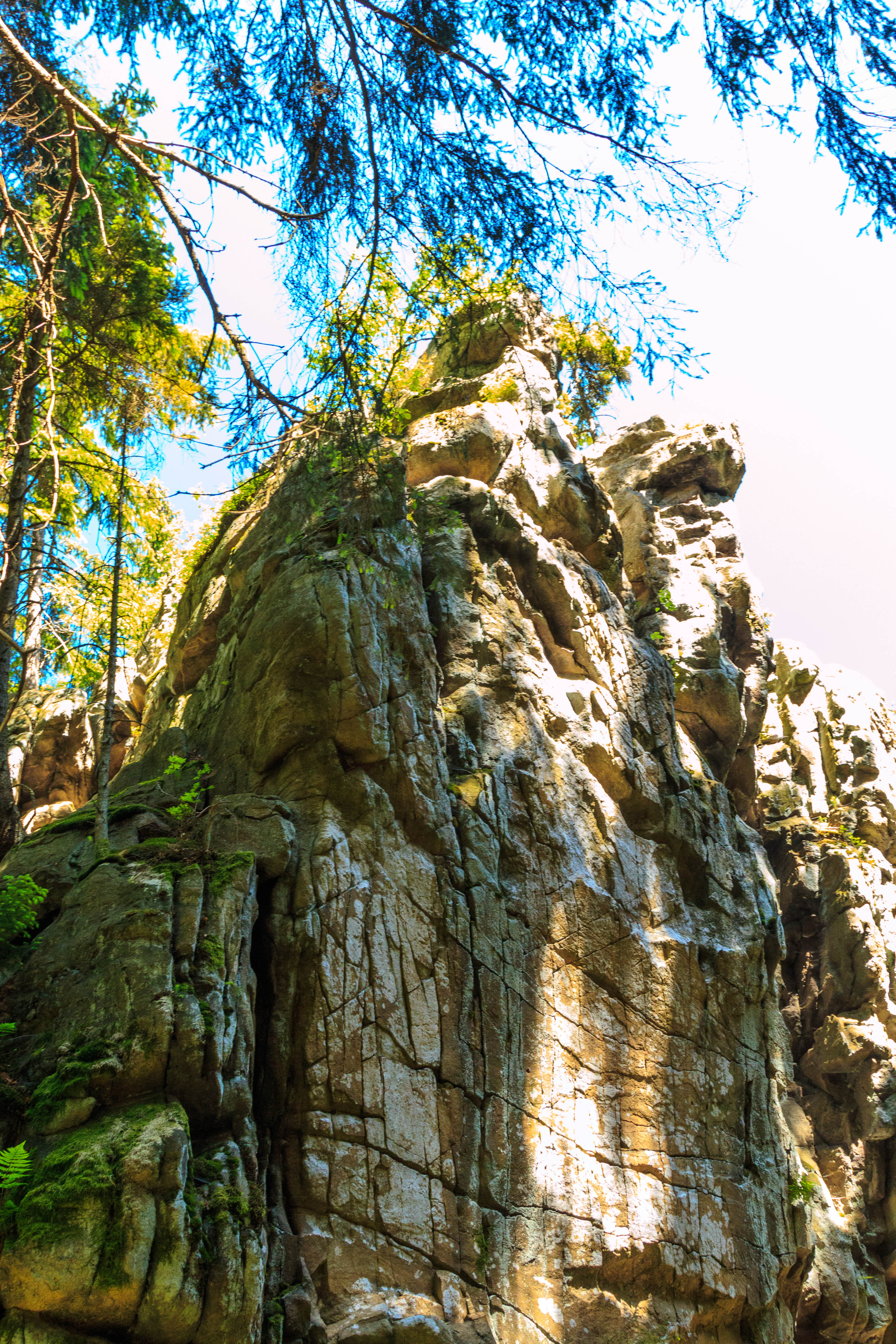
PP Černá skála (Žďárské vrchy)
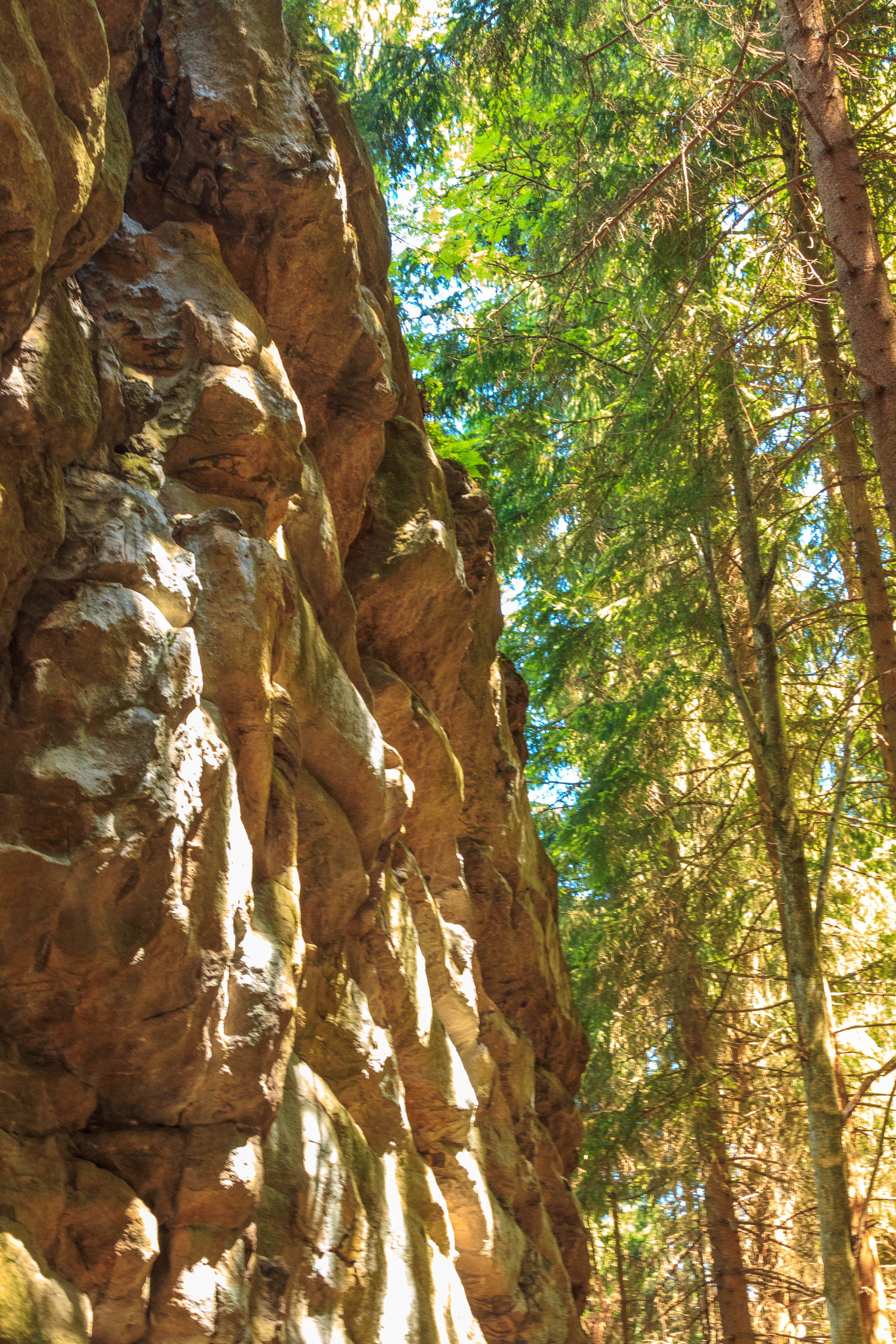
PP Černá skála (Žďárské vrchy)
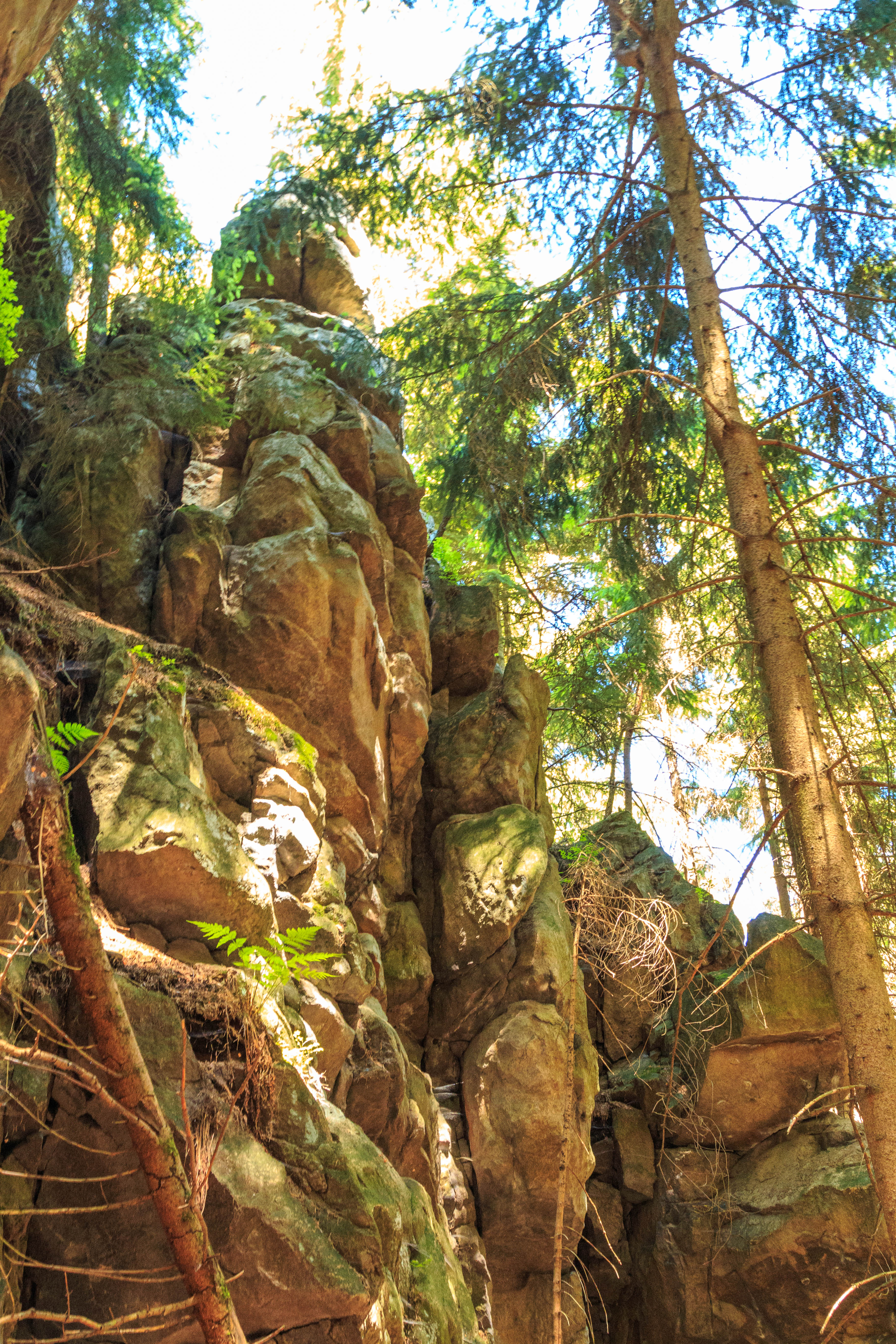
PP Černá skála (Žďárské vrchy)
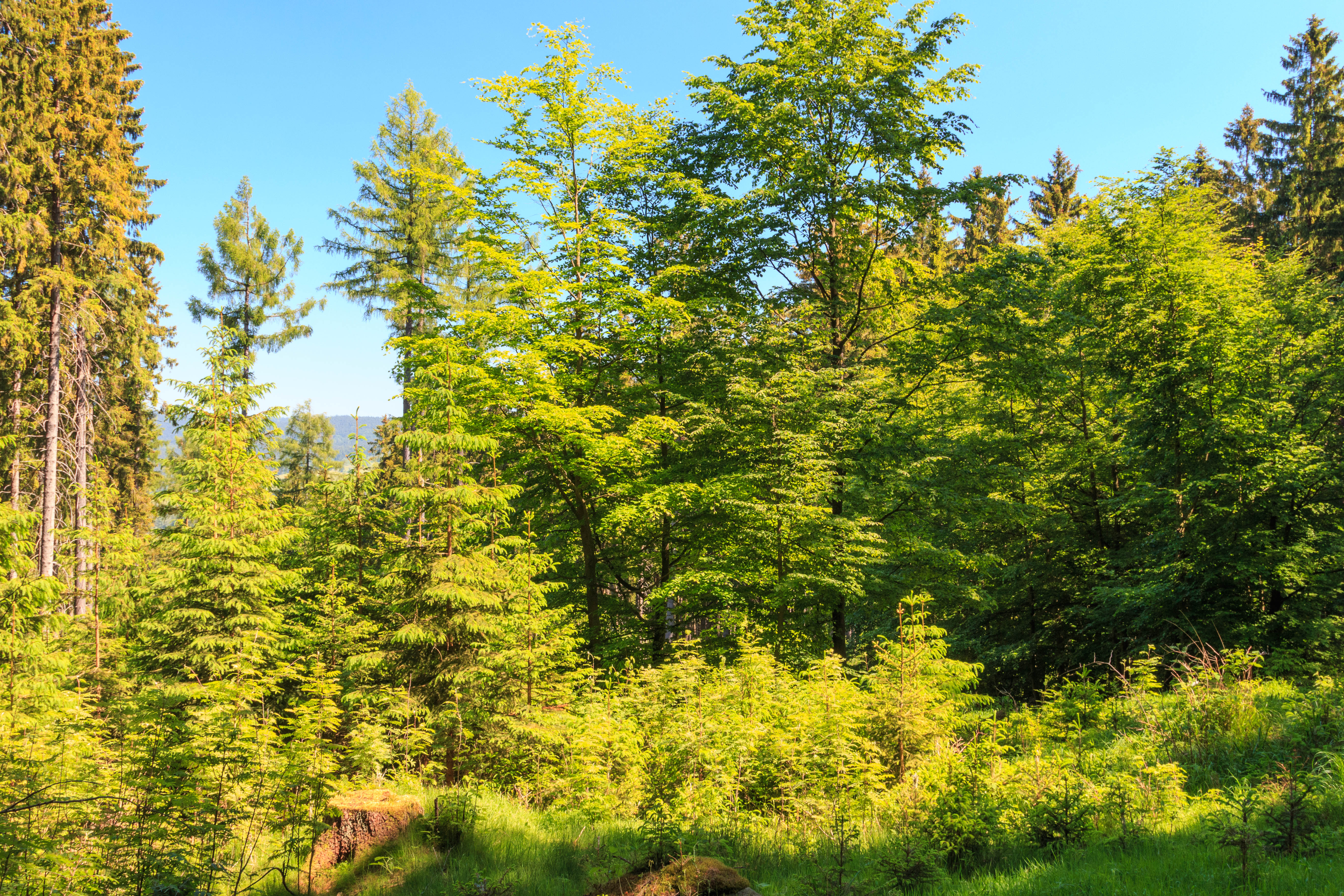
Lesy v okolí skály